# Mošenik (gmina Moravče)
Mošenik – wieś w Słowenii, w gminie Moravče. W 2018 roku liczyła 78 mieszkańców.